# 熊谷文化創造館 さくらめいと
熊谷文化創造館（くまがやぶんかそうぞうかん）は、埼玉県熊谷市にある、同市立ホール。市民には愛称である「さくらめいと」が定着している。

## 概要
熊谷市第二文化センターとして計画された施設である。主に大ホールである「太陽のホール」、小ホールである「月のホール」、野外劇場「風の劇場」で構成される。博物館・図書館などの設置も予定されていたが中止となっている。この予定地は現在「芝生駐車場」として案内されている場所に当たる。
- 太陽のホール
1,000席の、コンサートホール。シューボックス型。
7種類の劇場スタイルの組み合わせができる。
- 月のホール
定員250人の、多目的ホール。
ステージは可動式で、椅子も常設ではないため、様々な用途に使える。
- 風の劇場
野外にある劇場。
ステージの奥の大扉を開放すると、太陽のホールのステージと一体化できる。
- イタリアンレストラン「パッソ」
- 練習室
5ヶ所。
- 会議室
4ヶ所。
- チケットカウンター

## 沿革
- 1997年4月1日 - 財団法人熊谷市文化振興財団設立。
- 1998年1月10日 - 開館。

## 設計・音響設計・施工
- 設計・監理：池原義郎・建築設計事務所
- 劇場コンサルタント：A.T.Network
- 音響設計：永田音響設計

## 交通・立地
- JR東日本高崎線籠原駅から徒歩約15分 もしくは 熊谷市ゆうゆうバスさくら号熊谷文化創造館停留所
  - 熊谷市文化振興財団が企画した公演開催時は、籠原駅とのシャトルバス運行。

## 行政施設
敷地内には熊谷市の行政の一部を行う出張施設が設置されている。
- 熊谷市役所さくらめいと出張所（敷地北側に専用棟を建設）
- 熊谷市立図書館
  - 熊谷文化創造館予約受取所（警備員室で受託）
  - さくらめいと図書返却ポスト（視聴覚資料対応）

## 愛称の由来
- さくらめいとは、公募によって決定。
  - 「さくらのまちくまがや」の「さくら（桜）」
  - 「Music（音楽）」「Art（芸術）」「Theater（劇場）」「Expression（表現）」の頭文字を組み合わせた「MATE（仲間）」